# TFF 3. Lig 2011/12
Die Spor Toto Türkiye 3. Futbol Ligi 2011/12 war die elfte Spielzeit der vierthöchsten türkischen Spielklasse im professionellen Männer-Fußball. Sie wurde am 28. August 2010 mit dem 1. Spieltag begonnen und am 25. Mai 2012 mit den Playofffinalebegegnungen abgeschlossen.

## Austragungsmodus
In der Saison 2011/12 wurde wie in der TFF 3. Lig im Gegensatz zur Vorsaison auch als eine dreeigleisige und zweietabige Liga gespielt. Ferner wurde die Gesamtmannschaftszahl von 54 auf 57 erhöht. Diese 57 Mannschaft spielten in drei Gruppen mit jeweils 19 Mannschaften um den Aufstieg in die TFF 2. Lig bzw. gegen den Abstieg in die regionale Amateurliga. Die Einteilung der Liga wurde nicht regionalspezifisch durchgeführt. In der ersten Etappe, der normalen Ligaphase, wurden stiegen alle Erstplatzierten direkt in die TFF 2. Lig auf, während die drei letztplatzierten Teams aller Gruppen abstiegen. Die Einteilung der Mannschaften in die jeweiligen Gruppen wurde per Auslosung bestimmt. Ferner wurde in der ersten Tabelle auch ermittelt, welche Teams sich für die zweite Etappe qualifiziert hatten.
In der zweiten Etappe, der Playoff-Phase, wurden die letzten drei Aufsteiger per K.-o.-System bestimmt wurde. Dabei nahmen die Mannschaften auf den Plätzen zwei bis fünf aller drei Gruppen aus der Ligaphase an den Play-offs teil. Die Mannschaften, die sich aus einer Gruppe für die Play-offs qualifiziert hatten, spielten in einem separaten für diese Gruppe ausgelegten Playoffgleis. Die Begegnungen aller drei Playoffgleise wurden in für alle teilnehmenden Mannschaften neutralen Städten gespielt und fingen mit den Halbfinalbegegnungen an. Jede K.-o.-Runde wurde mit einer Begegnung gespielt. Die Mannschaften auf den Plätzen sechzehn bis achtzehn stiegen in die Regionale Amateurliga ab.

## Teilnehmerzusammensetzung
Zu Saisonbeginn waren zu den von der vorherigen Saison verbleibenden 39 Mannschaften die sechs Absteiger aus der TFF 2. Lig Akçaabat Sebatspor, Hacettepe SK, Gebzespor, Tarsus İdman Yurdu, Belediye Vanspor, Dardanelspor und die zwölf Neulinge Manavgat Evrensekispor, Beşikdüzüspor, Sandıklı Belediyespor, Ümraniyespor, Elazığ Belediyespor, Maltepespor, Kilimli Belediyespor, Küçükçekmecespor, Erganispor, Erzurum Büyükşehir Belediyespor, Aydınspor 1923, Çarşambaspor hinzugekommen. Die Neulinge waren aus den damals regionalen Amateurligen als Meister aufgenommen wurden und durften an der TFF 3. Lig teilnehmen.

## Saisonverlauf

### Ligaphase
İnegölspor, Kırklarelispor und Hatayspor beendeten die Saison als Meister ihrer Gruppe und stiegen damit direkt in die TFF 2. Lig auf. Als Absteiger standen zum Saisonende MKE Kırıkkalespor, Lüleburgazspor, Keçiören Sportif, Akçaabat Sebatspor (Gruppe 1), Karsspor, Küçükçekmecespor, Kepez Belediyespor, Erganispor (Gruppe 2), Diyarbakır Kayapınar Belediyespor, Afyonkarahisarspor, Araklıspor, Çarşambaspor (Gruppe 3) fest.

### Playoffphase
Mit dem Erreichen der Tabellenplätze zwei bis fünf qualifizierten sich Bayrampaşaspor, Diyarbakır Büyükşehir Belediyespor, Hacettepe SK, Gümüşhanespor (Gruppe 1), Keçiörengücü, Belediye Bingölspor, Trabzon Yalıspor, Kahramanmaraşspor (Gruppe 2) und Tarsus İdman Yurdu, Sancaktepe Belediyespor, Siirtspor, Bursa Nilüferspor (Gruppe 3) für die Teilnahme an den Playoffs.
Die Spiele des 1. Playoffgleises fanden im Buca Arena statt und endeten mit dem Playoffsieg Bayrampaşaspors, welches mit diesem Sieg zum ersten Mal in seiner Vereinshistorie aufstieg. Im 2. Playoffgleises, welches im Manisa 19 Mayıs Stadion stattfand, setzte sich Kahramanmaraşspor durch und nahm nach drei Jahren wieder an der TFF 2. Lig teil. Ebenfalls im Manisa 19 Mayıs Stadion durchgeführt wurden die Spiele des 3. Playoffgleises. Hier ging Tarsus İdman Yurdu als Sieger hervor und erreichte damit den direkten Wiederaufstieg in die dritthöchste türkische Spielklasse.

## 1. Gruppe (1. Grup)

### Abschlusstabelle
| Pl. | Verein                      | Sp. | S  | U  | N  | Tore    | Diff. | Punkte |
| --- | --------------------------- | --- | -- | -- | -- | ------- | ----- | ------ |
| 1.  | İnegölspor                  | 36  | 22 | 11 | 3  | 062:190 | +43   | 77     |
| 2.  | Bayrampaşaspor              | 36  | 21 | 8  | 7  | 061:280 | +33   | 71     |
| 3.  | Diyarbakır BB               | 36  | 19 | 10 | 7  | 057:300 | +27   | 67     |
| 4.  | Hacettepe SK (A)            | 36  | 18 | 10 | 8  | 060:380 | +22   | 64     |
| 5.  | Gümüşhanespor               | 36  | 17 | 12 | 7  | 046:370 | +9    | 63     |
| 6.  | Manavgat Evrensekispor (N)  | 36  | 18 | 7  | 11 | 052:330 | +19   | 61     |
| 7.  | Menemen Belediyespor        | 36  | 16 | 8  | 12 | 049:400 | +9    | 56     |
| 8.  | Belediye Vanspor (A)        | 36  | 15 | 8  | 13 | 047:390 | +8    | 53     |
| 9.  | Beşikdüzüspor (N)           | 36  | 14 | 11 | 11 | 042:380 | +4    | 53     |
| 10. | Sandıklı Belediyespor (N) 1 | 36  | 14 | 11 | 11 | 055:410 | +14   | 50     |
| 11. | Kastamonuspor               | 36  | 13 | 10 | 13 | 038:420 | −4    | 49     |
| 12. | Kırıkhanspor                | 36  | 13 | 9  | 14 | 047:480 | −1    | 48     |
| 13. | Ümraniyespor (N)            | 36  | 14 | 4  | 18 | 052:540 | −2    | 46     |
| 14. | Elazığ Belediyespor (N)     | 36  | 10 | 13 | 13 | 041:460 | −5    | 43     |
| 15. | Gebzespor (A)               | 36  | 10 | 7  | 19 | 036:610 | −25   | 37     |
| 16. | MKE Kırıkkalespor           | 36  | 9  | 7  | 20 | 033:600 | −27   | 34     |
| 17. | Lüleburgazspor              | 36  | 6  | 15 | 15 | 027:440 | −17   | 33     |
| 18. | Keçiören Sportif            | 36  | 5  | 10 | 21 | 031:520 | −21   | 25     |
| 19. | Akçaabat Sebatspor (A)      | 36  | 2  | 1  | 33 | 019:105 | −86   | 07     |

Platzierungskriterien: 1. Punkte – 2. Direkter Vergleich (Punkte, Tordifferenz, geschossene Tore) – 3. Tordifferenz – 4. geschossene Tore

| (A) | Absteiger aus der TFF 2. Lig 2010/11 |

## 2. Gruppe (2. Grup)

### Abschlusstabelle
| Pl. | Verein                     | Sp. | S  | U  | N  | Tore    | Diff. | Punkte |
| --- | -------------------------- | --- | -- | -- | -- | ------- | ----- | ------ |
| 1.  | Nazilli Belediyespor       | 36  | 25 | 3  | 8  | 067:240 | +43   | 78     |
| 2.  | Keçiörengücü               | 36  | 19 | 7  | 10 | 071:350 | +36   | 64     |
| 3.  | Belediye Bingölspor        | 36  | 17 | 13 | 6  | 049:280 | +21   | 64     |
| 4.  | Trabzon Yalıspor           | 36  | 17 | 12 | 7  | 042:310 | +11   | 63     |
| 5.  | Kahramanmaraşspor          | 36  | 17 | 10 | 9  | 062:420 | +20   | 61     |
| 6.  | Batman Petrolspor          | 36  | 16 | 12 | 8  | 042:320 | +10   | 60     |
| 7.  | İstanbulspor               | 36  | 15 | 12 | 9  | 050:300 | +20   | 57     |
| 8.  | Sivas 4 Eylül Belediyespor | 36  | 13 | 10 | 13 | 050:470 | +3    | 49     |
| 9.  | Gölcükspor                 | 36  | 10 | 17 | 9  | 033:320 | +1    | 47     |
| 10. | Maltepespor (N)            | 36  | 12 | 9  | 15 | 053:580 | −5    | 45     |
| 11. | İskenderunspor 1967        | 36  | 11 | 10 | 15 | 047:580 | −11   | 43     |
| 12. | Orhangazispor              | 36  | 9  | 15 | 12 | 044:470 | −3    | 42     |
| 13. | Kilimli Belediyespor (N)   | 36  | 10 | 12 | 14 | 040:510 | −11   | 42     |
| 14. | Arsinspor                  | 36  | 8  | 17 | 11 | 037:430 | −6    | 41     |
| 15. | Oyak Renault SK            | 36  | 9  | 14 | 13 | 036:410 | −5    | 41     |
| 16. | Karsspor                   | 36  | 10 | 10 | 16 | 045:550 | −10   | 40     |
| 17. | Küçükçekmecespor (N)       | 36  | 9  | 13 | 14 | 040:540 | −14   | 40     |
| 18. | Kepez Belediyespor (N) 2   | 36  | 5  | 12 | 19 | 028:720 | −44   | 24     |
| 19. | Erganispor (N)             | 36  | 2  | 8  | 26 | 018:740 | −56   | 14     |

Platzierungskriterien: 1. Punkte – 2. Direkter Vergleich (Punkte, Tordifferenz, geschossene Tore) – 3. Tordifferenz – 4. geschossene Tore

| (A) | Absteiger aus der TFF 2. Lig 2010/11 |

## 3. Gruppe (3. Grup)

### Abschlusstabelle
| Pl. | Verein                            | Sp. | S  | U  | N  | Tore    | Diff. | Punkte |
| --- | --------------------------------- | --- | -- | -- | -- | ------- | ----- | ------ |
| 1.  | Hatayspor                         | 36  | 22 | 6  | 8  | 055:290 | +26   | 72     |
| 2.  | Tarsus İdman Yurdu (A)            | 36  | 20 | 5  | 11 | 062:410 | +21   | 65     |
| 3.  | Sancaktepe Belediyespor           | 36  | 16 | 11 | 9  | 054:380 | +16   | 59     |
| 4.  | Siirtspor                         | 36  | 16 | 10 | 10 | 043:340 | +9    | 58     |
| 5.  | Bursa Nilüferspor                 | 36  | 15 | 12 | 9  | 051:390 | +12   | 57     |
| 6.  | Erzurum BB (N)                    | 36  | 15 | 8  | 13 | 046:420 | +4    | 53     |
| 7.  | Pazarspor                         | 36  | 14 | 11 | 11 | 044:450 | −1    | 53     |
| 8.  | Darıca Gençlerbirliği             | 36  | 14 | 11 | 11 | 050:420 | +8    | 53     |
| 9.  | Aydınspor 1923 (N)                | 36  | 14 | 11 | 11 | 043:360 | +7    | 53     |
| 10. | Üsküdar Anadolu 1908 SK           | 36  | 14 | 11 | 11 | 049:460 | +3    | 53     |
| 11. | Yimpaş Yozgatspor                 | 36  | 13 | 12 | 11 | 045:430 | +2    | 51     |
| 12. | Dardanelspor (A)                  | 36  | 11 | 13 | 12 | 030:310 | −1    | 46     |
| 13. | Tekirova Belediyespor             | 36  | 10 | 15 | 11 | 031:340 | −3    | 45     |
| 14. | Beylerbeyi SK                     | 36  | 11 | 11 | 14 | 039:400 | −1    | 44     |
| 15. | Ankara Demirspor                  | 36  | 11 | 9  | 16 | 042:470 | −5    | 42     |
| 16. | Diyarbakır Kayapınar Belediyespor | 36  | 9  | 11 | 16 | 034:460 | −12   | 38     |
| 17. | Afyonkarahisarspor                | 36  | 9  | 10 | 17 | 038:500 | −12   | 37     |
| 18. | Araklıspor                        | 36  | 8  | 8  | 20 | 036:640 | −28   | 32     |
| 19. | Çarşambaspor (N) 3                | 36  | 4  | 7  | 25 | 025:700 | −45   | 16     |

Platzierungskriterien: 1. Punkte – 2. Direkter Vergleich (Punkte, Tordifferenz, geschossene Tore) – 3. Tordifferenz – 4. geschossene Tore

| (A) | Absteiger aus der TFF 2. Lig 2010/11 |

## Play-offs

### 1. Play-off-Gleis
Halbfinale
| Datum             |               | Ergebnis |                | Stadion    |
| ----------------- | ------------- | -------- | -------------- | ---------- |
| 20.05.2012, 18:00 | Hacettepe SK  | 4:1      | Gümüşhanespor  | Buca Arena |
| 21.05.2012, 18:00 | Diyarbakır BB | 0:2      | Bayrampaşaspor | Buca Arena |

Finale
| Datum             |              | Ergebnis |                | Stadion    |
| ----------------- | ------------ | -------- | -------------- | ---------- |
| 24.05.2012, 18:00 | Hacettepe SK | 1:2      | Bayrampaşaspor | Buca Arena |

### 2. Play-off-Gleis
Halbfinale
| Datum             |                   | Ergebnis  |                     | Stadion                 |
| ----------------- | ----------------- | --------- | ------------------- | ----------------------- |
| 20.05.2012, 18:00 | Kahramanmaraşspor | 2:0 n. V. | Keçiörengücü        | Ankara 19 Mayıs Stadion |
| 21.05.2012, 18:00 | Trabzon Yalıspor  | 0:2       | Belediye Bingölspor | Ankara 19 Mayıs Stadion |

Finale
| Datum             |                   | Ergebnis              |                     | Stadion                 |
| ----------------- | ----------------- | --------------------- | ------------------- | ----------------------- |
| 24.05.2012, 19:00 | Kahramanmaraşspor | 0:0 n. V. (4:2 i. E.) | Belediye Bingölspor | Ankara 19 Mayıs Stadion |

### 3. Play-off-Gleis
Halbfinale
| Datum             |                   | Ergebnis |                         | Stadion            |
| ----------------- | ----------------- | -------- | ----------------------- | ------------------ |
| 20.05.2012, 18:00 | Bursa Nilüferspor | 4:0      | Sancaktepe Belediyespor | Fethiye İlçe Stadı |
| 21.05.2012, 18:00 | Siirtspor         | 1:2      | Tarsus İdman Yurdu      | Fethiye İlçe Stadı |

Finale
| Datum             |                   | Ergebnis |                    | Stadion            |
| ----------------- | ----------------- | -------- | ------------------ | ------------------ |
| 25.05.2012, 18:00 | Bursa Nilüferspor | 0:3      | Tarsus İdman Yurdu | Fethiye İlçe Stadı |